# Норт-Герлі (Нью-Мексико)
Норт-Герлі (англ. North Hurley) — переписна місцевість (CDP) в США, в окрузі Грант штату Нью-Мексико. Населення — 242 особи (2020).

## Географія
Норт-Герлі розташований за координатами 32°43′11″ пн. ш. 108°7′43″ зх. д. / 32.71972° пн. ш. 108.12861° зх. д. (32.719858, -108.128493).  За даними Бюро перепису населення США в 2010 році переписна місцевість мала площу 3,96 км², уся площа — суходіл.

## Демографія
Згідно з переписом 2010 року, у переписній місцевості мешкало 300 осіб у 118 домогосподарствах у складі 84 родин. Густота населення становила 76 осіб/км².  Було 151 помешкання (38/км²).
Расовий склад населення:
| - 73,7 % — білих - 1,0 % — корінних американців - 0,3 % — чорних або афроамериканців - 17,3 % — осіб інших рас |

До двох чи більше рас належало 7,7 %. Частка іспаномовних становила 82,0 % від усіх жителів.
За віковим діапазоном населення розподілялося таким чином: 22,7 % — особи молодші 18 років, 56,6 % — особи у віці 18—64 років, 20,7 % — особи у віці 65 років та старші. Медіана віку мешканця становила 43,4 року. На 100 осіб жіночої статі у переписній місцевості припадало 102,7 чоловіків;  на 100 жінок у віці від 18 років та старших — 91,7 чоловіків також старших 18 років.
Середній дохід на одне домашнє господарство  становив 32 447 доларів США (медіана — 30 278), а середній дохід на одну сім'ю — 37 528 доларів (медіана — 35 481). За межею бідності перебувало 16,9 % осіб, у тому числі 15,1 % дітей у віці до 18 років та 18,6 % осіб у віці 65 років та старших.
Цивільне працевлаштоване населення становило 65 осіб. Основні галузі зайнятості: мистецтво, розваги та відпочинок — 44,6 %, освіта, охорона здоров'я та соціальна допомога — 41,5 %, будівництво — 13,8 %.